# Philippe de Broca
Philippe Claude Alex de Broca (Párizs, 1933. március 15. – Neuilly-sur-Seine, 2004. november 26.) francia filmrendező, forgatókönyvíró.

## Életpályája
Szülei: Yvon de Broca és Suzanne Barrault volt. Tanulmányait a Louis Lumiére fotó- és filmtechnikai főiskolán végezte.
2004. november 26-án hunyt el rákbetegség következtében.

## Munkássága
Dokumentumfilmek operatőre, majd rendezőasszisztens volt. Kezdetben Claude Chabrol és François Truffaut asszisztenseként dolgozott. Több sikeres forgatókönyv szerzője volt. Az új hullám ismert művésze, de társaitól eltérően munkáit könnyebb hangvétel jellemezte. Főként vígjátékokat forgatott. Stílusában némileg Frank Caprára emlékeztet. 1959-ben elkészítette első filmjét, A szerelem játékait, Jean-Pierre Cassel főszereplésével. Nálunk ironikusnak szánt kalandtörténete, a Cartouche (1962) és az ugyancsak Jean-Paul Belmondo főszereplésével készült, parodisztikus Riói kaland (1964) révén ismert a neve.

## Magánélete
1983-ban feleségül vette Margot Kidder kanadai–amerikai színésznőt (Lois alakítóját a Superman című filmből), de már 1984-ben el is váltak.

## Filmjei
- 1960: A szerelem játékai (Les jeux de l’amour)
- 1961: A tréfacsináló (Le farceur)
- 1961: Szerető öt napra (L’amant de cinq jours)
- 1962: Cartouche
- 1962: A hét főbűn (Les sept péchés capitaux)
- 1964: Riói kaland (L’homme de Rio)
- 1964: Tökéletes úriember (Un monsieur de compagnie)
- 1965: Egy kínai viszontagságai Kínában (Les tribulations d’un Chinois en Chine)
- 1966: Szívkirály (Le roi de coeur)
- 1967: A világ legősibb mestersége (Le plus vieux métier du monde)
- 1968: Tiltott határátlépés (O salto), producer
- 1969: Ördögöt a farkánál (Le diable par la queue)
- 1970: Marie szeszélyei (Les caprices de Marie)
- 1971: Lépj olajra! (La poudre d’escampette)
- 1972: Chère Louise
- 1973: A káprázatos (Le magnifique)
- 1975: A javíthatatlan (L’incorrigible)
- 1977: Julie, a levakarhatatlan (Julie pot-de-colle)
- 1977: A szoknyás zsaru (Tendre poulet)
- 1978: A gavallér (Le cavaleur)
- 1979: Ellopták Jupiter fenekét (On a volé la cuisse de Jupiter)
- 1980: A lélekdoktor (Psy)
- 1983: Az afrikai (L’africain)
- 1984: Louisiana
- 1986: A cigánylány (La gitane)
- 1986: A krokodil (?)
- 1988: Huhogók (Chouans!)
- 1990: Seherezádé (Les 1001 nuits)
- 1991: A Paradicsom kulcsai (Les clés du paradis)
- 1994: Udvar felől, kert felől (?)
- 1994: Állatkerti mesék (Le jardin des plantes)
- 1995: A férfi és a nő boldogságra teremtődött… (Les hommes et les femmes sont faits pour vivre heureux… mais pas ensemble)
- 1996: Le veilleur de nuit, tévéfilm
- 1997: A púpos (Le bossu)
- 2000: Amazon (Amazone)
- 2002: Szókimondó asszonyság (Madame Sans-Gêne)
- 2004: Le menteur
- 2004: Viperát markolva (Vipère au poing)

## Díjai
- berlini Ezüst Medve díj (1960) A szerelem játékai-ért